# Finlandia/Pallo AIF
Finlandia/Pallo AIF, förkortad Fin-Pa, är en fotbollsförening i stadsdelen Tuve, på Hisingen i Göteborg. Föreningen beskriver sig själv som en klubb med "finska rötter", som "utvecklats från att vara en renodlad finsk förening till en integrerad samhällsansvarig förening".

## Historia
Föreningen har sitt ursprung i de två klubbarna Finlandia Klubb (grundad 1966) och Pallo IF (grundad 1975), som båda grundades av invandrade finländare. Många av finländarna som kom till Sverige och Göteborg på den tiden jobbade på Volvofabrikerna i Torslanda och i Tuve vilket är en föreliggande orsak till de två finska klubbarnas tillkomst. Finlandia Klubb och Pallo IF gick 1989 ihop till en gemensam förening, Finlandia/Pallo IF. Lite drygt 20 år senare slogs ännu en klubb in i föreningen, Arvesgärde IF blev 2008 en del av föreningen som då blev Finlandia/Pallo Arvesgärde IF. 2008 gick föreningen i konkurs och man började om 2009 i division 5, då under det "nya" namnet Finlandia/Pallo AIF. Så sent som 2014 slogs den lokala föreningen Tuve IF ihop med Finlandia/Pallo AIF och föreningen fick nu en stor breddverksamhet på både pojk- och flicksidan.
Finlandia/Pallo AIF har under 2000-talet pendlat upp och ner i amatördivisionerna.